# Emil Woermann
Emil Woermann (* 12. Dezember 1899 in Hoberge-Uerentrup, heute Bielefeld; † 15. September 1980 in Göttingen) war ein deutscher Agrarökonom und Hochschullehrer in Danzig, Halle und Göttingen.

## Leben
Emil Woermann, Sohn einer westfälischen Bauernfamilie, besuchte nach der Volksschule das Lehrerseminar in Gütersloh. Er leistete 1917/18 als Freiwilliger Kriegsdienst in einem Infanterieregiment, zuletzt als Unteroffizier. Woermann bestand 1920 die Lehramtsprüfung und ein Jahr später als Externer die Reifeprüfung. Nach zweijähriger Tätigkeit als Buchhändler in Bielefeld studierte er ab 1922 Landwirtschaft an der Landwirtschaftlichen Hochschule Berlin und an der Vereinigten Friedrichs-Universität Halle. Er wurde Mitglied des Corps Agronomia Hallensis. Er bestand 1925 in Halle das Diplomexamen und wurde noch im selben Jahr zum Dr. rer. nat. promoviert. Anschließend arbeitete er als wissenschaftlicher Assistent zunächst ein Jahr am Institut für Landwirtschaftliche Betriebslehre der Universität Halle und sodann bis 1931 am Landwirtschaftlichen Institut der Technischen Hochschule Danzig (siehe O.E. Heuser). Dort habilitierte sich Woermann 1929 für das Fach Wirtschaftslehre des Landbaus. Im gleichen Jahr heiratete er in Königsbrück Hermine Marie Erika Naumann zu Königsbrück (1907–2000), die Enkelin des Firmengründers und im Alter von drei Jahren Namensgeberin der bekannten Reiseschreibmaschine Erika der Firma Seidel & Naumann. 1931 wurde Woermann in Danzig ein Extraordinariat für dieses Fachgebiet übertragen.

### Nationalsozialismus
1933 folgte Woermann dem Ruf der nunmehrigen Martin-Luther-Universität Halle-Wittenberg auf den Lehrstuhl für Landwirtschaftliche Betriebslehre. Im selben Jahr wurde er, nach dem genötigten Rücktritt Paul Menzers Vorsitzender des Studentenwerks Halle. Dies blieb er bis zur vorläufigen Auflösung im Jahr 1938. Auf Vorschlag des Rektors Hans Hahne wurde er ebenfalls 1933 Prorektor. Nach dem überraschenden Tod Hahnes fungierte Woermann in den akademischen Jahren 1934/35 und 1935/36 als Rektor dieser Universität.
Woermann trat 1933 in die Sturmabteilung (SA) ein und wurde dadurch später zum NSKK überführt. Der NSDAP-Beitritt verzögerte sich durch die allgemeine Aufnahmesperre bis 1937. Er veröffentlichte mehrere Schriften zur Wirtschaft im Nationalsozialismus. Ab 1940 stand er dem landwirtschaftlichen Beirat beim Mitteleuropäischen Wirtschaftstag vor. Im September 1944 wurde er wegen seiner Verbindung zum Attentat vom 20. Juli 1944 verhaftet und am 21. Oktober durch Reichsleiter Bormann aus der NSDAP ausgeschlossen. Gegen ihn wurde ein Strafverfahren vor dem Volksgerichtshof vorbereitet. Der Oberreichsanwalt Ernst Lautz stellte die Anklageschrift am 14. April 1945 in Berlin fertig. Nur das Kriegsende bewahrte Woermann vor einem Prozess. Woermann blieb bis Ende April in Haft.

### Leben nach 1945
Danach kehrte Woermann nach Halle zurück und nahm nach Wiedereröffnung der Universität seine Lehrtätigkeit wieder auf. 1948 folgte er einem Ruf der Georg-August-Universität Göttingen auf den Lehrstuhl für Landwirtschaftliche Betriebslehre. Im akademischen Jahr 1955/56 war er Rektor der Universität Göttingen. In dieser Funktion stand er an der Spitze der Proteste der Universität gegen die Ernennung des Verlegers Leonhard Schlüter zum Kultusminister, dem die Verbreitung nationalsozialistischen Gedankengutes vorgeworfen wurde. Schlüter, damaliger FDP Fraktionsvorsitzender und Koalitionspartner des der Deutschen Partei angehörigen niedersächsischen Ministerpräsidenten Heinrich Hellwege, war außerdem in mehrere Strafverfahren verwickelt. Kurz nach seiner Ernennung musste Schlüter im Juni 1955 zurücktreten. Woermann beendete seine Dienstzeit als Professor für Landwirtschaftliche Betriebslehre mit der Emeritierung im Jahre 1968. Auch danach war er noch wissenschaftlich tätig.

### Forschung, Lehre und weitere Aktivitäten
Vor dem Zweiten Weltkrieg befasste sich Woermann schwerpunktmäßig mit Fragen der Lebensmittelwirtschaft. Im Mittelpunkt stand die Agrarökonomie zur Versorgung der wachsenden Bevölkerung. Dabei wurden von ihm unter anderem staatliche Anreize zur Steigerung von Produktion und Rentabilität bearbeitet.
Nach 1945 widmete sich Woermann verstärkt der Untersuchung der Organisationsformen landwirtschaftlicher Betriebe. Die verschiedenen Betriebsformen wurden von ihm systematisiert und die Ursachen für unterschiedliche Erscheinungsformen und Entwicklungen herausgearbeitet. Daraus ergaben sich wertvolle Informationen für die Beratungstätigkeiten. Woermann veranlasste entsprechende Untersuchungen auch für Entwicklungsländer. Auch dort dienten sie der Beratung und förderten nachhaltig die Landwirtschaft.
Ein weiterer Schwerpunkt Woermanns war die Wirtschaftstheorie und Planung landwirtschaftlicher Betriebe. Er knüpfte an die diesbezüglichen Arbeiten seines Lehrers Friedrich Aereboe an, zog den Wissensstand in der allgemeinen Betriebs- und Volkswirtschaftslehre mit heran und schuf damit die Grundlage für die Anwendung quantifizierender Planungsmethoden. Seine bahnbrechende Veröffentlichung dazu ist der Beitrag „Der landwirtschaftliche Betrieb im Preis- und Kostengleichgewicht“ im Handbuch der Landwirtschaft von 1954. Die Theorie und Planung landwirtschaftlicher Betriebe wurde sodann durch mehrere unter der Ägide Woermanns angefertigte Dissertationen weiterentwickelt.
In den 1960er Jahren stand die deutsche Landwirtschaft mit der Gründung der Europäischen Wirtschaftsgemeinschaft vor schwerwiegenden Anpassungsproblemen. Woermann hat sich in zahlreichen Gutachten und in Veröffentlichungen dazu geäußert und damit sowohl der Politik als auch der landwirtschaftlichen Praxis wertvolle Orientierungshilfen gegeben.
Woermann hat auch beachtenswerte Beiträge zur Wirtschafts- und Agrargeschichte veröffentlicht. Besonders zu erwähnen sind hier die Arbeiten über Albrecht Daniel Thaer und Johann Heinrich von Thünen, den Pionieren der wissenschaftlichen Agrarökonomie. In die Reihe der „klassischen“ agrarhistorischen Beiträge gehört schließlich sein 1965 publizierter Überblick über Entwicklung der landwirtschaftlichen Betriebslehre von ihren Anfängen bis zu Friedrich Aereboe.
Woermann wirkte in zahlreichen wissenschaftlichen Gremien und Organisationen mit, darunter die  Deutschen Forschungsgemeinschaft, die Deutsche Landwirtschafts-Gesellschaft und der Beirat zum Agrarbericht.

### Ehrungen
- Verdienstorden der Bundesrepublik Deutschland, Große Bundesverdienstkreuz
- Niedersächsische Landesmedaille
- Aureus gottingensis der Universität Göttingen
- Henneberg-Lehmann-Preis der Universität Göttingen
- Theodor-Brinkmann-Preis der Rheinischen Friedrich-Wilhelms-Universität[10]
- Max-Eyth-Denkmünze in Gold
- Thaer-Thünen-Medaille in Silber
- Ehrendoktor der Justus-Liebig-Universität Gießen
- Ehrenbürger der Ludwig-Maximilians-Universität München
- Wahl in die Deutsche Akademie der Naturforscher Leopoldina
- Wahl in die Akademie der Wissenschaften und der Literatur zu Mainz
- Wahl in die Akademie der Wissenschaften zu Göttingen (1962)[11]

## Veröffentlichungen
- Vorschläge zur Hebung der Rentabilität der Danziger Landwirtschaft. In: Veröffentlichungen des Landwirtschaftlichen Instituts der Technischen Hochschule Danzig. Heft 1, 1928, S. 4–45.
- Die Veredlungswirtschaft. Betriebsformen und Rentabilitätsfragen der Nutzviehhaltung. Verlag Paul Parey, Berlin 1933.
- Nationale Bedarfsdeckung in der Ernährungswirtschaft. Blut und Boden Verlag, Goslar 1937.
- Entwicklungslinien und Wandlungen der deutschen Ernährungswirtschaft seit der Reichsgründung. In: Kühn-Archiv. Band 50, 1938, S. 55–101.
- Ernährungswirtschaftliche Probleme Kontinentaleuropas und die Aufgaben der deutschen Landwirtschaft. J. Neumann, Neudamm 1941.
- Europäische Nahrungswirtschaft. Dt. Akademie d. Naturforscher, Halle an der Saale 1944.
- Das Strukturbild der westeuropäischen Landwirtschaft und betriebswirtschaftliche Probleme einer Agrarunion. In: Gutachten zu Fragen einer europäischen Agrargemeinschaft. Herausgegeben vom Auswärtigen Amt. Bonn 1953, S. 58–107.
- Der landwirtschaftliche Betrieb im Preis- und Kostengleichgewicht. In: Handbuch der Landwirtschaft. Band V, Verlag Paul Parey, Berlin/Hamburg 1954, S. 199–216.
- Landwirtschaftliche Betriebssysteme. In: Handwörterbuch der Sozialwissenschaften. Band 6, Verlag Fischer u. a., Stuttgart / Tübingen / Göttingen 1958, S. 476–492.
- Überblick über die Entwicklung der landwirtschaftlichen Betriebslehre von ihren Anfängen bis zu Friedrich Aereboe. In: Friedrich Aereboe. Würdigung und Auswahl aus seinen Werken aus Anlass der 100. Wiederkehr seines Geburtstages. Herausgegeben von Arthur Hanau, Max Rolfes, Hans Wilbrandt und Emil Woermann. Verlag Paul Parey, Berlin/Hamburg 1965, S. 211–239.
- mit Wilhelm Brandes: Landwirtschaftliche Betriebslehre. Verlag Paul Parey, Hamburg/Berlin. Band 1: Theorie und Planung des landwirtschaftlichen Betriebes. 1969; Band 2: Organisation und Führung landwirtschaftlicher Betriebe. 1971. (zweite unveränderte Auflage. ebd. 1982).